# Критерий подобия
Критерий подобия — безразмерная величина, составленная из размерных физических параметров, определяющих рассматриваемое физическое явление. Равенство всех однотипных критериев подобия для двух физических явлений и систем — необходимое и достаточное условие их физического подобия.
Критерии подобия, представляющие собой отношения одноимённых физических параметров системы (например, отношения длин), называются тривиальными и при установлении определяющих критериев подобия обычно не рассматриваются: равенство их для двух систем является определением физического подобия. Нетривиальные безразмерные комбинации, которые можно составить из определяющих параметров, и представляют собой критерии подобия.
Например:

«Из каждых 10 яблок 1 гнилое» — отношение количества гнилых яблок к собранным (1 яблоко)/(10 яблок) = 0,1 = 10%, и является тривиальным безразмерным числом.
Всякая новая комбинация из критериев подобия также является критерием подобия, что даёт возможность в каждом конкретном случае выбрать наиболее удобные и характерные критерии. Число определяющих нетривиальных критериев подобия меньше числа определяющих физических параметров с различными размерностями на величину, равную числу определяющих параметров с независимыми размерностями (см. «Пи-теорема»).
Если известны уравнения, описывающие рассматриваемое физическое явление, то критерии подобия для этого явления можно получить, приводя уравнения к безразмерному виду путём введения некоторых характерных значений для каждого из определяющих физических параметров, входящих в систему уравнений. Тогда критерии подобия определятся как безразмерные коэффициенты, появляющиеся перед некоторыми из членов новой, безразмерной системы уравнений. Когда уравнения, описывающие физическое явление, неизвестны, критерии подобия отыскиваются при помощи анализа размерностей, определяющих физические параметры (см. Анализ размерности).

## Примеры

### Критерий в теоретической механике
Критерий подобия механического движения получается из уравнения, выражающего второй закон Ньютона, и называется числом Ньютона:
{\displaystyle {\text{Ne}}={\frac {F\cdot t^{2}}{m\cdot l}},}
где
{\displaystyle F} — действующая на тело сила,
{\displaystyle m} — его масса,
{\displaystyle t} — время,
{\displaystyle l} — характерный линейный размер.

### Критерии в теории упругости
При изучении упругих деформаций конструкции под воздействием внешних сил основными критериями подобия являются коэффициент Пуассона для материала конструкции:
{\displaystyle \nu =\left|{\frac {\varepsilon _{1}}{\varepsilon _{2}}}\right|}
и критерии
{\displaystyle {\frac {\rho \cdot g\cdot l}{E}},\quad {\frac {F}{E\cdot l^{2}}},}
где
{\displaystyle \varepsilon _{1}={\frac {\Delta L}{L}}} — относительная продольная деформация,
{\displaystyle \varepsilon _{2}={\frac {\Delta d}{d}}} — относительная поперечная деформация,
{\displaystyle E} — модуль Юнга,
{\displaystyle \rho } — плотность материала конструкции,
{\displaystyle F} — характерная внешняя сила,
{\displaystyle g} — ускорение силы тяжести.

## Критерии подобия в гидро- и газодинамике
В гидро- и газодинамике важнейшими параметрами подобия являются:
- Число Рейнольдса:

{\displaystyle {\text{Re}}={\frac {\rho \cdot u\cdot l}{\mu }}={\frac {ul}{\nu }}.}
- Число Маха:

{\displaystyle {\text{M}}={\frac {u}{a^{*}}}.}
- Число Фруда:

{\displaystyle {\text{Fr}}={\frac {u^{2}}{g\cdot l}}.}
В этих выражениях
{\displaystyle \rho } — плотность жидкости или газа,
{\displaystyle l} — характерный размер,
{\displaystyle u} — скорость течения,
{\displaystyle \mu } — динамический коэффициент вязкости,
{\displaystyle \nu =\mu /\rho } — кинематический коэффициент вязкости,
{\displaystyle a^{*}} — местная скорость распространения звука в движущейся среде.
Каждый из параметров подобия имеет определенный физический смысл как величина, пропорциональная отношению однотипных физических величин. Так, число {\displaystyle {\text{Re}}} характеризует отношение инерционных сил при движении жидкости или газа к силам вязкости, число Маха — определяет отношение скорости течения к скорости звука, а число {\displaystyle {\text{Fr}}} — отношение инерционных сил к силам тяжести.
Основными параметрами подобия процессов теплопередачи между жидкостью (газом) и обтекаемым телом являются
- число Прандтля {\displaystyle {\text{Pr}}={\frac {\nu }{a}}={\frac {\mu \cdot c_{p}}{\lambda }},}
- число Нуссельта {\displaystyle {\text{Nu}}={\frac {\alpha \cdot l}{\lambda }},}
- число Грасгофа {\displaystyle {\text{Gr}}={\frac {b\cdot g\cdot l^{3}\cdot \Delta T}{\nu ^{2}}},}
- число Пекле {\displaystyle {\text{Pe}}={\frac {u\cdot l}{a}},}
- число Стэнтона {\displaystyle {\text{St}}={\frac {\alpha }{\rho c_{p}u}}.}

Здесь {\displaystyle \alpha } — коэффициент теплоотдачи, {\displaystyle \lambda } — коэффициент теплопроводности, {\displaystyle c_{p}} — удельная теплоёмкость жидкости или газа при постоянном давлении, {\displaystyle a=\lambda /(\rho c_{p})} — коэффициент температуропроводности, {\displaystyle b} — коэффициент объёмного расширения, {\displaystyle \Delta T} — разность температур поверхности тела и жидкости (газа). Два последних числа связаны с предыдущими соотношениями: Ре = Pr·Re, St = Nu/Pe.